# Stazione di Kushiro (Shimane)
La stazione di Kushiro (久代駅?, Kushiro-eki) è una stazione ferroviaria situata a Hamada, nella prefettura di Shimane. La stazione è a singolo binario.